# Catharina Klein

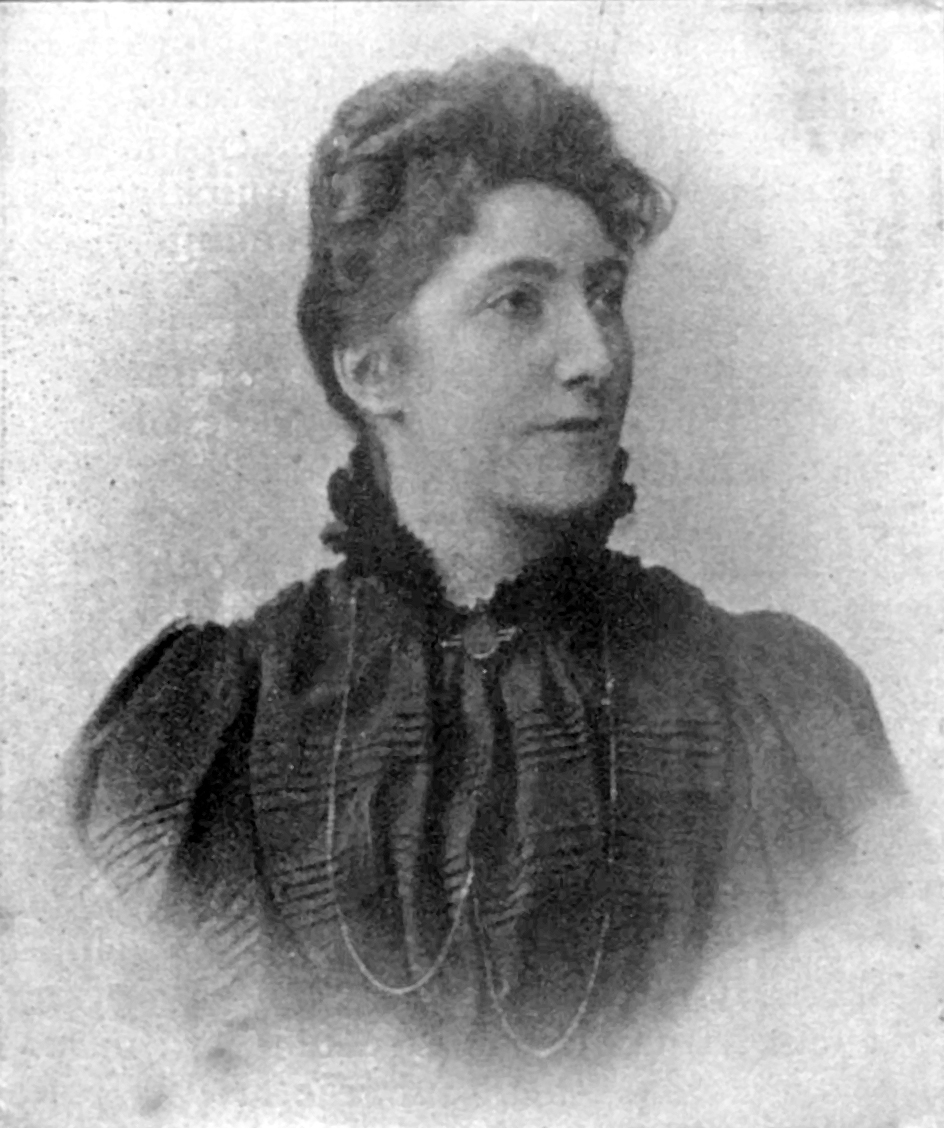
Catharina Klein

Catharina Antonie Klein (geboren am 4. November 1861 in Karlshöfchen, Kreis Preußisch Eylau; gestorben am 30. November 1929 in Berlin-Charlottenburg) war eine  deutsche Malerin. Ihre naturalistischen Blumen- und Früchtestillleben erfreuten sich im ausgehenden 19. Jahrhundert und Anfang des 20. Jahrhunderts größter Beliebtheit. Als farblithografische Drucke in Büchern, auf Postkarten, aber auch in botanischen Publikationen wurden sie weltweit bekannt und berühmt. Klein gilt seither als bedeutende Vertreterin der Blumenmalerei.

## Leben und Werk
Catharina Antonie Klein wurde am 4. November 1861 in Karlshöfchen nahe der ostpreußischen Stadt Preußisch Eylau geboren. Bereits in der Schule bescheinigte man ihr zeichnerisches Talent. Nachdem der Vater mit der Familie nach Charlottenburg gezogen war, besuchte sie die Damenakademie Berlin, die vom Verein der Berliner Künstlerinnen und Kunstfreundinnen betrieben wurde. (Frauen waren an der Universität der Künste Berlin noch bis zur Novemberrevolution 1918 ausgeschlossen und mussten daher auf private Schulen ausweichen.) Dort spezialisierte sich Klein auf Blumenmalerei. Dafür verwendete sie ausschließlich Aquarell- und Gouache-Farben, denn Öltechniken erschienen ihr für die zarten Blumen als „zu schwer“.

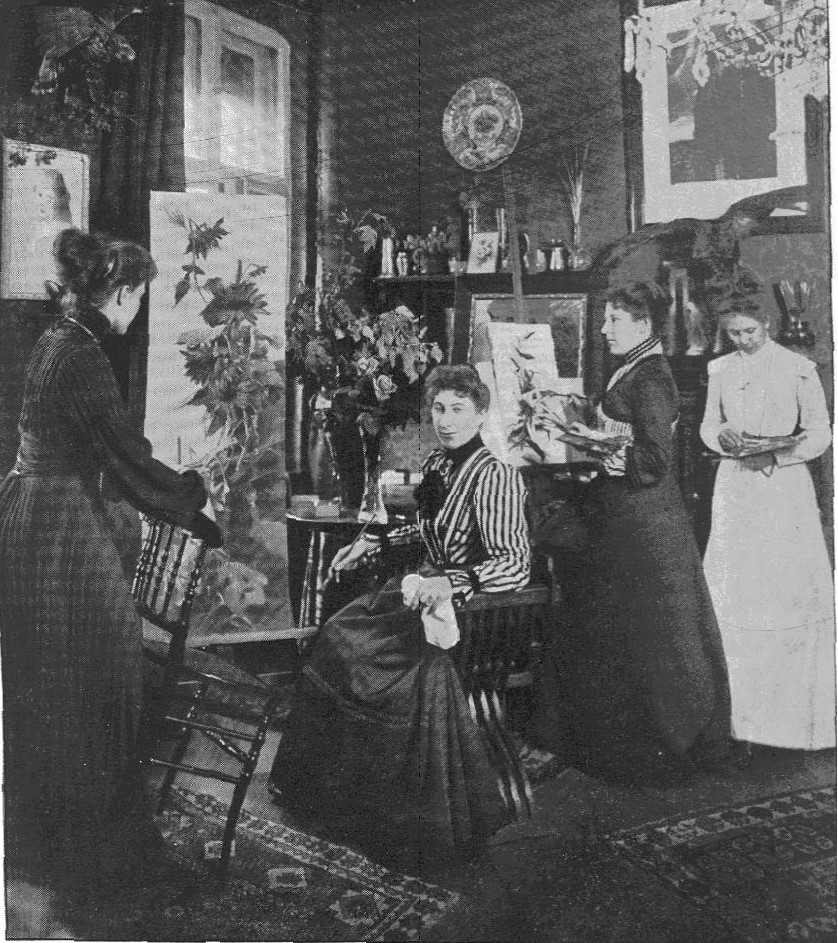
Die sitzende Catharina Klein mit Schülerinnen in ihrem Atelier, wohl 1902

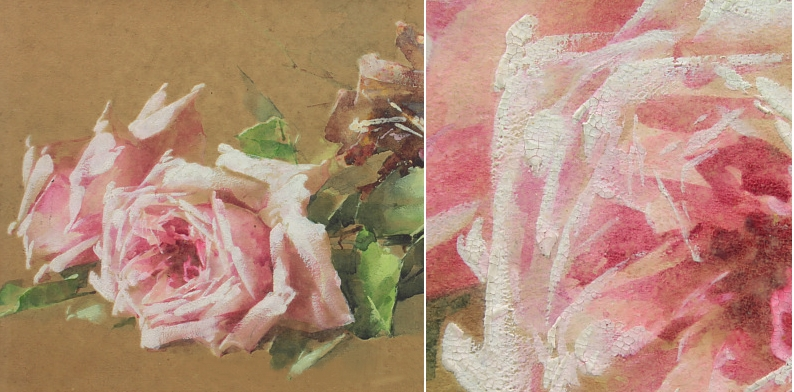
Im Detailbild einer Gouache von Klein ist der pastose Farbauftrag erkennbar.

Ab 1890 waren ihre Bilder in Ausstellungen vor allem in Berlin, Dresden und München zu sehen; hinzu kam die Teilnahme an der Weltausstellung 1893 in Chicago. Schnell wurden die Werke populär und Catharina Klein gehörte bald zum Kreis der beliebtesten Stilllebenmaler. Ihre Arbeiten waren daraufhin in bekannten Kunstsammlungen und den Königlichen Schlössern von Berlin vertreten, auch der deutsche Kaiser Wilhelm II. kaufte Bilder der Malerin. Etwa zur selben Zeit leitete Catharina Klein ein vielbesuchtes Schülerinnenatelier. Zu den Teilnehmerinnen aus aller Welt zählten beispielsweise Marie Elisabeth Moritz, Maria Marc, Maria Strakosch-Giesler, die Deutsch-Baltin Hildegard von Haken und die US-Amerikanerin Teana McLennan Hinman.
Nach der Jahrhundertwende nahm Klein fast nur noch Auftragsarbeiten von Verlagen wie Meissner & Buch aus Leipzig an. Diese hatten bereits ihre früheren Arbeiten mithilfe der damals führenden Reproduktionsmethode, der Farblithografie, in größeren Auflagen publiziert. Zu den beliebtesten Druckerzeugnissen zählten dabei die Postkarten. Aber auch Blumenbücher und Spielquartette beispielsweise von J. W. Spear & Söhne fanden ihre Abnehmer. Neben den von Klein selbst unermüdlich vorangetriebenen Drucklegungen ihrer Werke erschien auch eine Vielzahl nicht autorisierter Vervielfältigungen. Diese Fälschungen wurden zudem häufig durch zusätzliche Ausschmückungen verfremdet und verloren dadurch ihren künstlerischen Wert.
Neben den populären Blumendarstellungen illustrierte Catharina Klein seit den 1890er Jahren auch Veröffentlichungen für die botanische Fachwelt. Dazu zählten beispielsweise das zweibändige Übersichtswerk Vilmorin’s Blumengärtnerei, die Rosen-Zeitung, das französische Journal des Roses und die Fachzeitschrift der Deutschen Dendrologischen Gesellschaft. Hinzu kam ein größerer Beitrag für Pareys Blumengärtnerei, ein damaliges Standardwerk der Gartenbauliteratur, den sie jedoch nicht mehr vollenden konnte. Sie starb am 30. November 1929 im Alter von 68 Jahren in Berlin-Charlottenburg. Ihr Grab wurde in den 1950er Jahren eingeebnet.
Klein malte unter anderem Vögel, Schmetterlinge, Früchte und Pilze. Den größten Teil ihres Schaffens aber widmete sie den Wild- und Gartenblumen, darunter hauptsächlich den Rosen. Deren Züchtung hatte in der viktorianisch-wilhelminischen Zeit ihren Höhepunkt erreicht. Vor allem die neuen Edelrosen mit ihrer üppigen Blütenform und den unzähligen Farbvariationen übten eine besondere Faszination aus. Darauf abgestimmt benutzte die Malerin schweres getöntes Papier. Der Bildhintergrund wurde in aller Regel mit Aquarellfarben gestaltet, das eigentliche Motiv entstand durch Auftragen von wasserlöslichen Deckfarben. Letzteren mischte Catharina Klein Zinkweiß bei, um die Farbbrillianz zu steigern, aber auch, um spätere lithografische Reproduktionen zu vereinfachen.
Der künstlerische Nachlass besteht aus mehr als zweitausend Bildern. Ein großer Teil von Kleins Werken ging während des Zweiten Weltkriegs verloren.
| Ansichtskarten und kunstgewerbliche Drucke |

| Botanische Illustrationen (aus Vilmorin’s Blumengärtnerei ) |

## Rezeption

### Zeitgenössisch
Bereits zu Lebzeiten galt Catharina Klein als bedeutende Vertreterin der Blumenmalerei, wie das Brockhaus-Lexikon von 1911 anmerkte. Meyers Großes Konversations-Lexikon von 1905 zählte sie zu denen, „die Wahrheit der Charakteristik mit Reichtum und Kraft des Kolorits zu verbinden wissen“. Verschiedene Autoren und Zeitschriften würdigten sie und ihr Schaffen ebenfalls. Catharina Kleins Renommee sei in die weitesten Bevölkerungskreise gedrungen. Die „geniale“ Blumenmalerin würde von „berufener Hand“ Stillleben malen, die „in hohem Grade ausdrucksfähig“ seien. Vollendete, „staunende“ Technik vereine sich bei ihr mit „seelenvoller Durchdringung des Stoffes“. Man spüre förmlich das Sich-Regen der Blütenblätter, könne den von ihnen ausströmenden Duft erahnen. Nicht „Ängstlichkeit“ und „peinliche Korrektheit“ stünden im Mittelpunkt, sondern vielmehr „der Geist der freien Komposition“. Neben der zwanglosen, zufälligen Lage der Sträuße trüge dazu nicht zuletzt das „flotte“ Malen bei. Catharina Klein fange die ganze Lebendigkeit und Atmosphäre der Blumen ein – so, wie es eben nur eine „echte“ Künstlerin vermöge. Dabei gelinge es ihr zudem, den Betrachter mit jedem neuen Blumenstück wieder davon zu überzeugen, dass genau dieses das Schönste sei. Wegen der „vortrefflichen dekorativen Wirkung“ wurden die Bilder sowohl als Zimmerschmuck wie auch als Malvorlagen empfohlen.

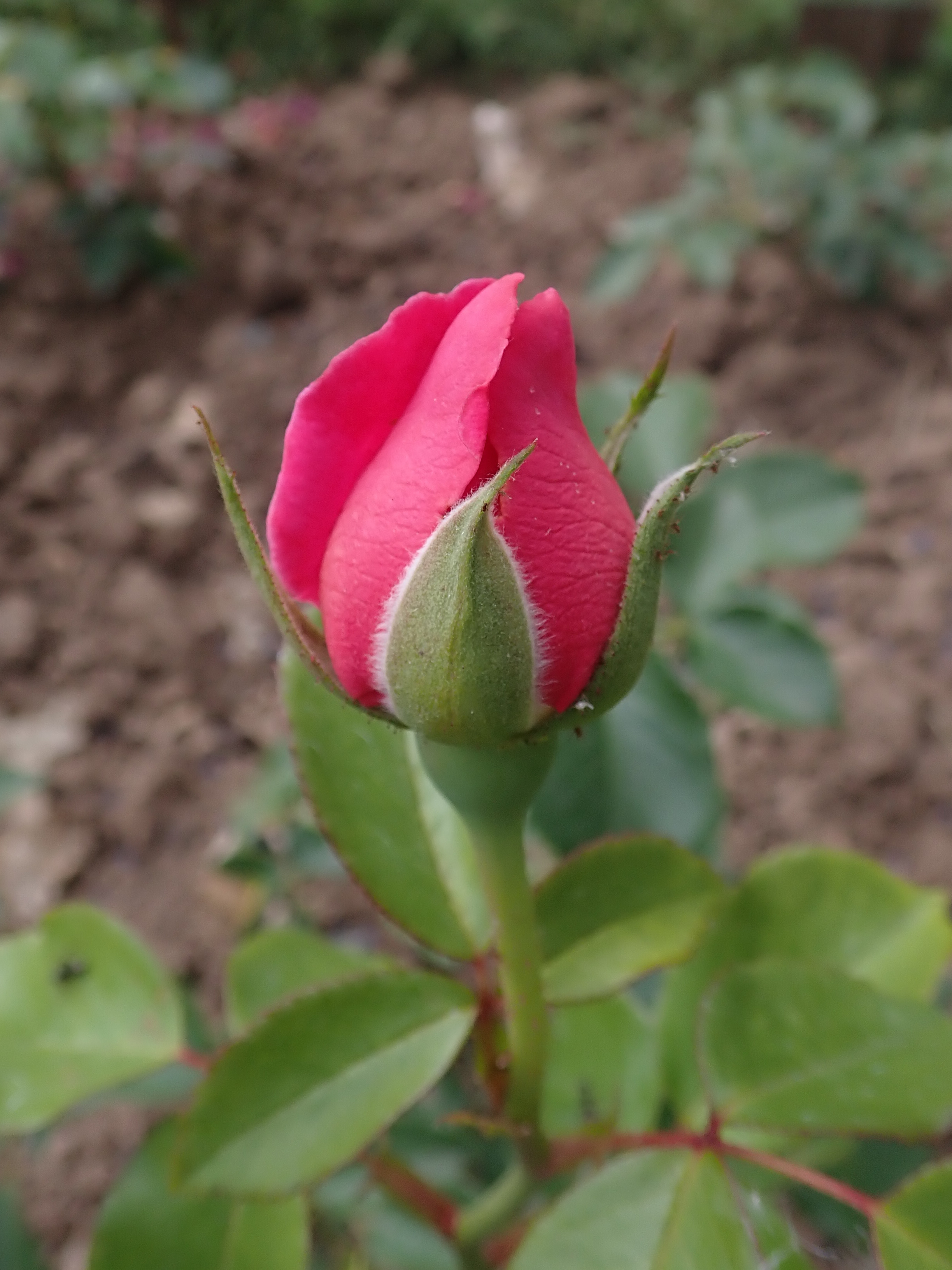
Rosensorte ’Catharina Klein’ von Vinzenz Berger im Europa-Rosarium in Sangerhausen

Kurz nach dem Tod von Catharina Klein benannte Vinzenz Berger in Anerkennung ihres Lebenswerkes eine Rosensorte und Kurt Engelhardt eine Dahlienart nach ihr.

### Retrospektiv
Auch wenn Catharina Kleins Werk – besonders in Form von Künstlerpostkarten – heute noch präsent ist, so scheint doch die Malerin selbst weitgehend in Vergessenheit geraten zu sein. Ein fachlich fundierter kunsthistorischer Diskurs fand bislang nicht statt. Die Rezeption in der Gegenwart beschränkt sich auf wenige Beiträge in Sachbüchern und anderen Medien wie etwa Weblogs. Dazu zählen Aussagen der Kulturwissenschaftlerin Sabine Frank, laut der vor allem die von dünkelhaften „männlichen Egomanen“ dominierte Kunstszene zum raschen Vergessen beigetragen habe. Weil man ihr wohl die großen geschäftlichen Erfolge geneidet habe, sei Klein die gebührende künstlerische Anerkennung versagt geblieben. Eine solche wäre für Deutschlands bekannteste Blumenmalerin mit ihrem unverwechselbaren Stil aber geboten, so Frank weiter. Die Kompositionen ihrer Bilder seien nämlich „genial“, das technische Können „über jeden Zweifel erhaben“ und ihre Darstellungen auch ohne kunsthistorische Ausbildung leicht zugänglich. Catharina Kleins Schöpfungen gehörten zum Besten, was die Stilllebenmalerei jemals hervorgebracht habe. Hinzu komme, dass die Bilder durch ihre Exaktheit und durch ihre große Vielfalt der dargestellten Arten – wie sie von keinem anderen Maler erreicht worden sei – zudem von besonderem botanischen Wert seien.